# Trigonisca dobzhanskyi
Trigonisca dobzhanskyi (Moure, 1950) — вид безжальных пчёл из трибы Meliponini семейства Apidae.

## Распространение
Неотропика: Бразилия (Amazonas, Pará); Французская Гвиана (Sinnamary).

## Описание
Не используют жало при защите. Хотя жало у них сохранилось, но в сильно редуцированном виде. Обнаружены американским зоологом и генетиком Феодосием Григорьевичем Добжанским, в честь которого и были названы (первоначально как подвид Hypotrigona (Trigonisca) dobzhanskyi).